# Viscondado de Narbona

Escudo do Brasão de Armas da Casa de Narbona

O Viscondado de Narbona este viscondado foi criado por um governo de cariz secular instituído nesta localidade durante a Idade Média. 
Narbona tinha sido a capital da província visigótica da Septimânia, até ao século VIII, até ser converte no Viscondado carolíngio de Narbona. 
Narbona encontrava-se simbolicamente sujeita ao Condado carolíngio de Tolosa sendo que no entanto se governava por conta própria sem praticamente interferência estrangeira. 
Esta cidade colocada estrategicamente no Mediterrâneo abria-se num grande porto de mar que funcionou como difusor de ideias. Durante o século XII a corte de Ermengarda de Narbona (reinante desde 1134 até 1192) teve o controlo de um dos centros culturais de onde se espalhou o espírito cavalheiresco do amor cortês. 
Durante o século XV a cidade de Narbona passou para os domínios do Condado de Foix e em 1507 passou a ser domínio da Coroa de França.

## Vidamas
Os primeiros administradores do que seria o viscondado utilizaram o título de vidama e representavam nobres que portavam o título de conde de Narbona ou marquês da Septimânia / Gótia.
- Vidama anônimo (791–792)
- Quixila (802) (?)
- Agilberto (821)
- Estêvão (834)
- Ermenarda e Ausento (836)
- Alarico e Francão I (852)

## Viscondes
- Leudovino (878)
- Alberico I (885–886)
- Maiol I (ca.  900 – antes de 15 de junho de 911)
- Alberico II e Guálter (911–918/9)
- Francão II (918/9)
- Odão e Volverado (ca.  919–932/33)
- Riquilda (ca.  933–962)
- Maiol II (?–ca. 946)
- Matefredo (?–966/969)
- Adelaide (?–977/990)
- Raimundo I (977–1017/9 e 1023)
- Berengário I (1023–1067)
- Raimundo II (ca. 1067)
- Bernardo (1067–1071)
- Pedro Berengário (ca. 1088)
- Emérico I (1071–1105)
- Emérico II (1105–1134)
- Afonso I de Tolosa (1139–1143) (regente)
- Ermengarda (1134–1192/3)

## Casa de Lara
- Pedro Manrique de Lara (1192–1202)
- Emérico III (1202–1239)
- Amalrico I (1239–1270)
- Emérico IV (1270–1298)
- Amalrico II (1298–1328)
- Emérico V (1328–1336)
- Amalrico III (1336–1341)
- Emérico VI (1341–1388)
- Guilherme I (1388–1397)
- Guilherme II (1397–1424)

## Casa deTinières
- Pedro de Tinières (1424 - 1447, Governo com o nome de Guilherme III).

## Casa deFoix
- Gastão IV, Conde de Foix (1447 - 1468, também foi Conde de Foix)
- João de Foix, Visconde de Narbona (1468 - 1500, também Conde de Étampes).
- Gastão de Foix, Visconde de Narbona (1500 - 1507, também Duque de Nemours e Conde de Étampes).

A partir de 1507 passou aos domínios do rei Luís XII de França.